# Tour de Catalogne 1927
Le Tour de Catalogne 1927 est la neuvième édition du Tour de Catalogne, une course cycliste par étapes en Espagne. L’épreuve se déroule sur huit étapes entre le 28 août et le 4 septembre 1927, sur un total de 1 333 km. Le vainqueur final est le Français Victor Fontan, il devance l'Espagnol Marià Cañardo et son compatriote Georges Cuvelier.
80 coureurs sont inscrits, dont 5 français et 3 Italiens. 58 coureurs prennent le départ de la première étape, 25 d'entre eux terminent la course.

## Étapes
| Étape     | Date          | Villes étapes                           | km     | Vainqueur d’étape  | Leader du classement général |
| --------- | ------------- | --------------------------------------- | ------ | ------------------ | ---------------------------- |
| 1re étape | 28 août       | Barcelone - Tortosa                     | 213 km | Maurice Ville      | Maurice Ville                |
| 2e étape  | 29 août       | Tortosa - Reus                          | 204 km | Ferdinand Le Drogo | Ferdinand Le Drogo           |
| 3e étape  | 30 août       | Reus - Igualada                         | 189 km | Victor Fontan      | Ferdinand Le Drogo           |
| 4e étape  | 31 août       | Igualada - Vic                          | 191 km | Georges Cuvelier   | Victor Fontan                |
| 5e étape  | 1er septembre | Vic - Banyoles                          | 122 km | Georges Cuvelier   | Victor Fontan                |
| 6e étape  | 2 septembre   | Banyoles - Sant Feliu de Guíxols        | 163 km | Ferdinand Le Drogo | Victor Fontan                |
| 7e étape  | 3 septembre   | Sant Feliu de Guíxols - Caldes d'Estrac | 131 km | Georges Cuvelier   | Victor Fontan                |
| 8e étape  | 4 septembre   | Caldes d'Estrac - Barcelone             | 130 km | Victor Fontan      | Victor Fontan                |

### Étape 1 Barcelone - Tortosa. 213,0 km
|   | Cycliste           | Temps           |
| - | ------------------ | --------------- |
| 1 | Maurice Ville      | 7 h 26 min 01 s |
| 2 | Ferdinand Le Drogo | m.t.            |
| 3 | Georges Cuvelier   | m.t.            |

|   | Cycliste           | Temps           |
| - | ------------------ | --------------- |
| 1 | Maurice Ville      | 7 h 26 min 01 s |
| 2 | Ferdinand Le Drogo | m.t.            |
| 3 | Georges Cuvelier   | m.t.            |

### Étape 2. Tortosa - Reus. 204,0 km
|   | Cycliste           | Temps           |
| - | ------------------ | --------------- |
| 1 | Ferdinand Le Drogo | 8 h 23 min 00 s |
| 2 | Victor Fontan      | m.t.            |
| 3 | Giuseppe Pancera   | + 1 min 21 s    |

|   | Cycliste           | Temps            |
| - | ------------------ | ---------------- |
| 1 | Ferdinand Le Drogo | 15 h 49 min 01 s |
| 2 | Victor Fontan      | m.t.             |
| 3 | Giuseppe Pancera   | + 1 min 21 s     |

### Étape 3. Reus - Igualada. 189,0 km
|   | Cycliste           | Temps           |
| - | ------------------ | --------------- |
| 1 | Victor Fontan      | 6 h 32 min 30 s |
| 2 | Ferdinand Le Drogo | m.t.            |
| 3 | Georges Cuvelier   | + 1 min 40 s    |

|   | Cycliste           | Temps            |
| - | ------------------ | ---------------- |
| 1 | Ferdinand Le Drogo | 22 h 21 min 31 s |
| 2 | Victor Fontan      | m.t.             |
| 3 | Marià Cañardo      | + 4 min 03 s     |

### Étape 4. Igualada - Vic. 190,0 km
|   | Cycliste         | Temps           |
| - | ---------------- | --------------- |
| 1 | Georges Cuvelier | 7 h 53 min 05 s |
| 2 | Marià Cañardo    | m.t.            |
| 3 | Victor Fontan    | m.t.            |

|   | Cycliste           | Temps            |
| - | ------------------ | ---------------- |
| 1 | Victor Fontan      | 30 h 14 min 36 s |
| 2 | Marià Cañardo      | + 4 min 03 s     |
| 3 | Ferdinand Le Drogo | + 10 min 59 s    |

### Étape 5. Vic - Banyoles. 122,0 km
|   | Cycliste         | Temps           |
| - | ---------------- | --------------- |
| 1 | Georges Cuvelier | 4 h 41 min 35 s |
| 2 | Marià Cañardo    | m.t.            |
| 3 | Julio Borràs     | m.t.            |

|   | Cycliste         | Temps            |
| - | ---------------- | ---------------- |
| 1 | Victor Fontan    | 34 h 57 min 13 s |
| 2 | Marià Cañardo    | + 3 min 01 s     |
| 3 | Georges Cuvelier | + 12 min 02 s    |

### Étape 6. Banyoles - Sant Feliu de Guíxols. 163,0 km
|   | Cycliste           | Temps           |
| - | ------------------ | --------------- |
| 1 | Ferdinand Le Drogo | 6 h 24 min 32 s |
| 2 | Victor Fontan      | + 4 min 48 s    |
| 3 | Georges Cuvelier   | m.t.            |

|   | Cycliste         | Temps            |
| - | ---------------- | ---------------- |
| 1 | Victor Fontan    | 41 h 26 min 31 s |
| 2 | Marià Cañardo    | + 3 min 01 s     |
| 3 | Georges Cuvelier | + 12 min 02 s    |

### Étape 7. Sant Feliu de Guíxols - Caldetes. 131,0 km
|   | Cycliste         | Temps           |
| - | ---------------- | --------------- |
| 1 | Georges Cuvelier | 5 h 04 min 55 s |
| 2 | Victor Fontan    | m.t.            |
| 3 | Marià Cañardo    | m.t.            |

|   | Cycliste         | Temps            |
| - | ---------------- | ---------------- |
| 1 | Victor Fontan    | 46 h 31 min 26 s |
| 2 | Marià Cañardo    | + 3 min 01 s     |
| 3 | Georges Cuvelier | + 12 min 02 s    |

### Étape 8. Caldetes - Barcelone. 130,0 km
|   | Cycliste         | Temps           |
| - | ---------------- | --------------- |
| 1 | Victor Fontan    | 4 h 32 min 08 s |
| 2 | Giuseppe Pancera | m.t.            |
| 3 | Georges Cuvelier | m.t.            |

|   | Cycliste         | Temps            |
| - | ---------------- | ---------------- |
| 1 | Victor Fontan    | 51 h 03 min 34 s |
| 2 | Marià Cañardo    | + 3 min 01 s     |
| 3 | Georges Cuvelier | + 12 min 02 s    |

## Classement final
| Pos. | Cycliste           | Temps             |
| 1    | Victor Fontan      | 51 h 03 min 34 s  |
| 2    | Mariano Cañardo    | + 3 min 01 s      |
| 3    | Georges Cuvelier   | + 12 min 02 s     |
| 4    | Giuseppe Pancera   | + 24 min 01 s     |
| 5    | Joan Mateu         | + 1 h 02 min 33 s |
| 6    | Julio Borràs       | + 1 h 05 min 14 s |
| 7    | Joan Juan          | + 1 h 25 min 25 s |
| 8    | Ferdinand Le Drogo | + 1 h 48 min 46 s |
| 9    | Josep Pons         | + 2 h 24 min 53 s |
| 10   | Josep Maria Murcia | + 2 h 26 min 56 s |